# 赵奎翰
赵奎翰（1931年—），男，河北乐亭人，中国内燃机专家，曾任天津大学教授、博士生导师。